# Das schwarze Los
Das schwarze Los è un film muto del 1913 diretto da John Gottowt e da Emil Albes.

## Produzione
Il film fu prodotto dalla Deutsche Bioscop GmbH (Berlin).

## Distribuzione
Uscì nelle sale cinematografiche tedesche con il visto di censura del 21 agosto 1913. In Austria, fu presentato il 3 ottobre a Vienna mentre in Germania - dove il film ebbe il sottotitolo Eine Comedia dell'Arte - la prima si tenne a Berlino il 20 ottobre 1913.